# Tomuke Ebuwei-Holmes
Tomuke Ebuwei-Holmes (* 7. Juni 1976) ist eine amerikanische Handballspielerin. Sie spielt derzeit beim Verein DC Diplomats.

## Erfolge
- 8. Platz mit der amerikanischen Frauen-Handballnationalmannschaft bei der Handball-Panamerikameisterschaft der Frauen 2013[2]